# 流浪狗咖啡馆

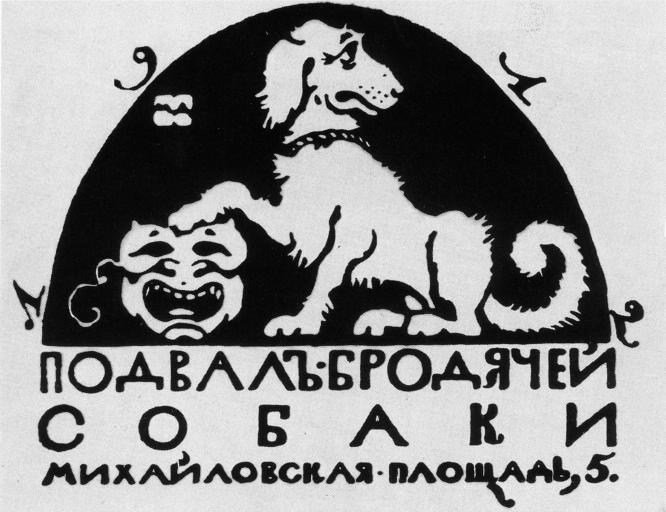
流浪狗，1912年

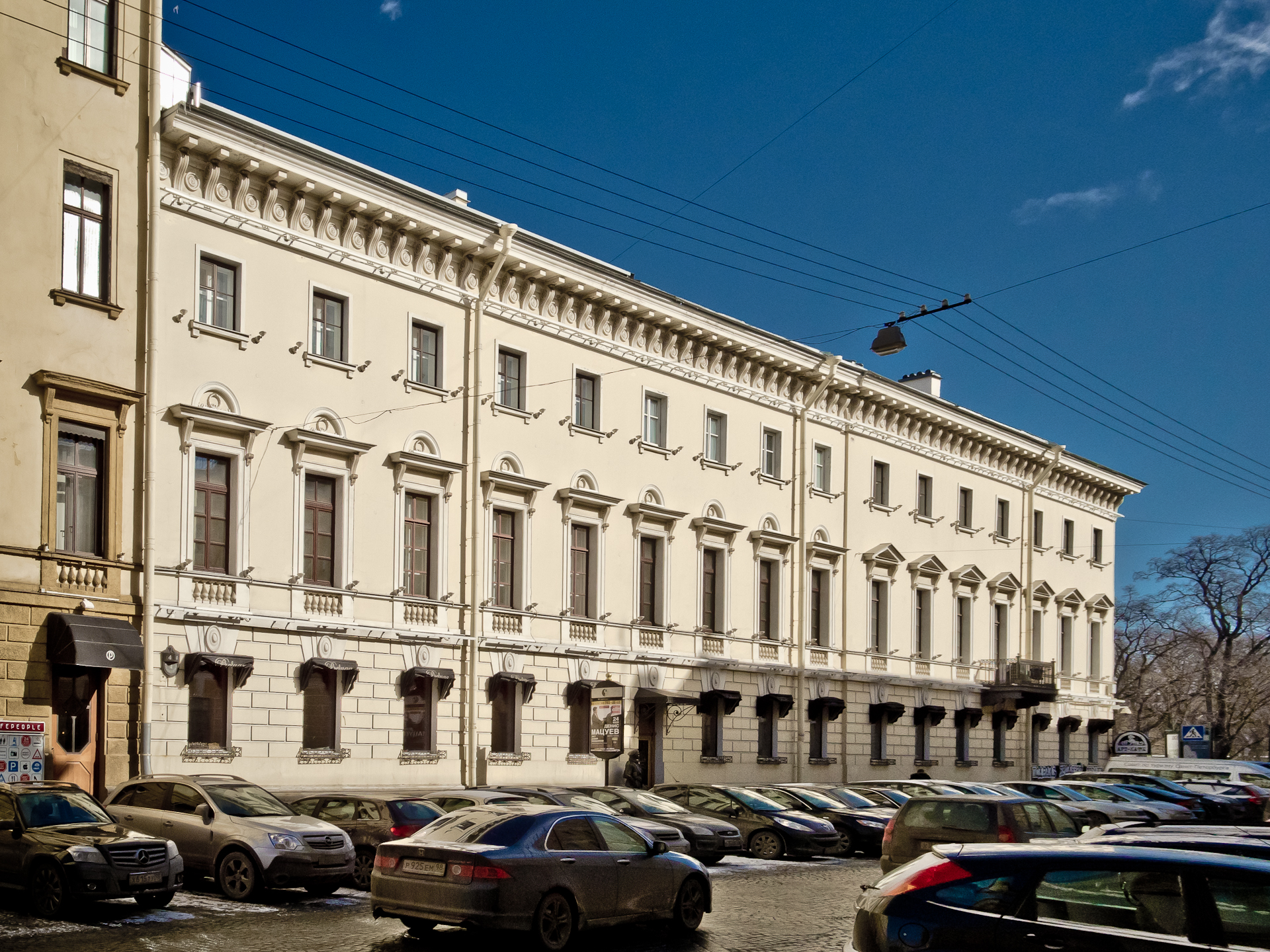
意大利街

流浪狗咖啡馆（俄语：Бродя́чая соба́ка；英语：Stray Dog Café）位于俄罗斯圣彼得堡艺术广场5号、意大利街4号。

## 历史
1911年至1915年间，流浪狗咖啡馆是作家和诗人的聚会场所。阿克梅派诗人(尼古拉斯·斯捷潘诺维奇·古米廖夫、奥西普·曼德尔施塔姆、米哈伊尔·库兹明等人聚集在那里，讨论文学理论，朗诵诗歌，并表演戏剧。他们认为自己是“被自身的贵族社会分流出去的流浪狗”, 因此得名。这个咖啡馆年久失修。2001年，艺术家阿基梅涅夫对革命前的历史和白银时代产生浓厚的兴趣，在历史上的流浪狗咖啡馆原址重新开业。
经营咖啡馆的店主鲍里斯·普罗宁，来自达什科夫餐厅。咖啡馆于1911年除夕开业，1915年被当局关闭。 它的关闭与第一次世界大战的开始有关。流浪狗是新兴的阿克梅派和未来主义文学运动追随者的重要阵地，这里的客人拒绝象征主义思想流派。
圣彼得堡诗人以前的沙龙是塔。这是象征主义诗人维亚切斯拉夫·伊万诺夫的公寓，他也影响了弗谢沃洛德·梅耶荷德对戏剧的使用。这些诗人中有许多后来成为流浪狗的赞助人。
在流浪狗咖啡馆的诗人/表演者包括安娜·安德烈耶芙娜·阿赫玛托娃、她的丈夫尼古拉斯·斯捷潘诺维奇·古米廖夫、维克多·弗拉基米洛维奇·赫列勃尼科夫、弗拉基米尔·弗拉基米罗维奇·马雅可夫斯基、玛琳娜·茨维塔耶娃、鲍里斯·列昂尼多维奇·帕斯捷尔纳克、谢尔盖·亚历山德罗维奇·叶赛宁、米哈伊尔·库兹明、奥西普·曼德尔施塔姆等人。
在俄罗斯其他城市，也开设了名为“流浪狗”的文学咖啡馆。1995年，在喀山的高尔基文学纪念博物馆开设了一家流浪狗咖啡馆，该博物馆还举办了白银时代诗人展览，并举办各种文化活动和会议。2006年，在新西伯利亚也开设了一家流浪狗咖啡馆。